# Neivamyrmex pullus
Neivamyrmex pullus är en myrart som beskrevs av Borgmeier 1953. Neivamyrmex pullus ingår i släktet Neivamyrmex och familjen myror. Inga underarter finns listade i Catalogue of Life.